# Jeu en stop motion 3D
 (juillet 2025).
Motif : Manque de source centrées sur le sujet. Il existe déjà un article sur la stop motion.
- Archive Wikiwix
- Bing
- Cairn
- DuckDuckGo
- E. Universalis
- Gallica
- Google
- G. Books
- G. News
- G. Scholar
- Persée
- Qwant
- (zh) Baidu
- (ru) Yandex
- (wd) trouver des œuvres sur Wikidata

| 1. | Préciser le motif de la pose du bandeau. | Précisez le motif de la pose du bandeau en utilisant la syntaxe suivante : {{admissibilité à vérifier\|date=juillet 2025\|motif=remplacez ce texte par le motif}}                          |
| 2. | Informer les utilisateurs concernés.     | Pensez à avertir le créateur de l'article, par exemple, en insérant le code ci-dessous sur sa page de discussion : {{subst:avertissement admissibilité à vérifier\|Jeu en stop motion 3D}} |

 (février 2022).
Si vous disposez d'ouvrages ou d'articles de référence ou si vous connaissez des sites web de qualité traitant du thème abordé ici, merci de compléter l'article en donnant les références utiles à sa vérifiabilité et en les liant à la section « Notes et références ».
 (février 2022).
Un jeu en stop motion 3D est un jeu en trois dimensions développé en utilisant des techniques de stop motion, c'est-à-dire des techniques dans lesquelles le mouvement de l'objet est créé par les mains, modelant de l'argile ou de la pâte à modeler. Un jeu en stop motion 3D est un jeu créé en filmant tous les mouvements du personnage d'animation en argile.
Jeu de stop motion en trois dimensions. « 3D » fait référence à un espace tridimensionnel dans lequel le mouvement de l'arrière-plan et du personnage du jeu se déroulent sur trois axes x, y et z, et « stop motion » fait référence à une technique de tournage.

## Histoire
The Neverhood, un jeu d'aventure lancé en 1996, et Skullmonkeys, sorti en 1998, sont les premiers jeux en stop motion et animations en argile utilisant des poupées en argile. Vokabulantis, développé par Wired Fly Animation en 2021, est également un jeu en stop motion réalisé avec des poupées en stop motion.
Harold Halibut, développé par Slow Brothers en 2019, est un véritable jeu de stop motion 3D. L'ensemble était dans le contexte d'un navire submergé. Chaque scène de jeu a été faite à la main, y compris un petit outil en arrière-plan, et a utilisé la capture de mouvement pour créer un effet de type stop motion.